# Erissoides vittatus
Erissoides vittatus är en spindelart som beskrevs av Cândido Firmino de Mello-Leitão 1949. 
Erissoides vittatus ingår i släktet Erissoides och familjen krabbspindlar. Inga underarter finns listade i Catalogue of Life.